# Coppa del Presidente degli Emirati Arabi Uniti 1991-1992
La Coppa del Presidente degli Emirati Arabi Uniti 1991-1992 è la sedicesima edizione della competizione a cui partecipano le 24 squadre degli Emirati Arabi Uniti.
La squadra che si aggiudica il trofeo ha la possibilità di partecipare alla Coppa delle Coppe dell'AFC.

## Ottavi di Finale
Al secondo round prendono parte 16 squadre, le migliori otto si qualificano ai quarti di finale.
| Partita | Team in Casa   | Risultato        | Team in Trasferta |
| ------- | -------------- | ---------------- | ----------------- |
| 1       | Al-Shabab      | 3 – 0            | Fujairah          |
| 2       | Al-Uruba       | 1 - 3            | Al-Wasl           |
| 3       | Al-Shaab       | 3 - 0            | Ras Al Khaimah    |
| 4       | Baniyas        | 2 - 0            | Al Zeid           |
| 5       | Al-Nasr        | 3 - 1            | Emirates          |
| 6       | Shabab Al-Ahli | 4 - 0            | Al-Ain            |
| 7       | Sharjah        | 1 - 1 (2-5 rig.) | Al-Jazira         |
| 8       | Al-Wahda       | 2 - 1            | Hatta Club        |

## Quarti di Finale
A questo round prendono parte 8 squadre, le migliori 4 si qualificano alle semifinali
| Partita | Team in Casa | Risultato        | Team in Trasferta |
| ------- | ------------ | ---------------- | ----------------- |
| 1       | Al-Wasl      | 2 – 3            | Shabab Al-Ahli    |
| 2       | Al-Shaab     | 1 - 0            | Al-Wahda          |
| 3       | Al-Nasr      | 2 - 0            | Al-Shabab         |
| 4       | Al-Jazira    | 1 - 1 (3-5 rig.) | Baniyas           |

## Semi-Finale
| Dubai 8 giugno 1992, ore 19:35 | Al-Ahli Dubai | 1 – 2 | Al-Nasr | Rashed Stadium (4.027 spett.) |

| Abu Dhabi 9 giugno 1992, ore 19:35 | Baniyas | 2 – 1 | Al-Shaab | Bani Yas Stadium (6.149 spett.) |

## Finale
| Abu Dhabi 15 giugno 1992, ore 19:35                                                     | Baniyas   | 2 – 1               | Al-Nasr | Bani Yas Stadium (6.745 spett.) |
| \| \| \| \| \| Salem Hassan 70’ Omar Ismail 105’ \| Marcatori \| 62’ Youssouf Nassib \| |           |                     |         |                                 |
|                                                                                         |           |                     |         |                                 |
| Salem Hassan 70’ Omar Ismail 105’                                                       | Marcatori | 62’ Youssouf Nassib |         |                                 |